# ERSTA-batteriet på Landsort

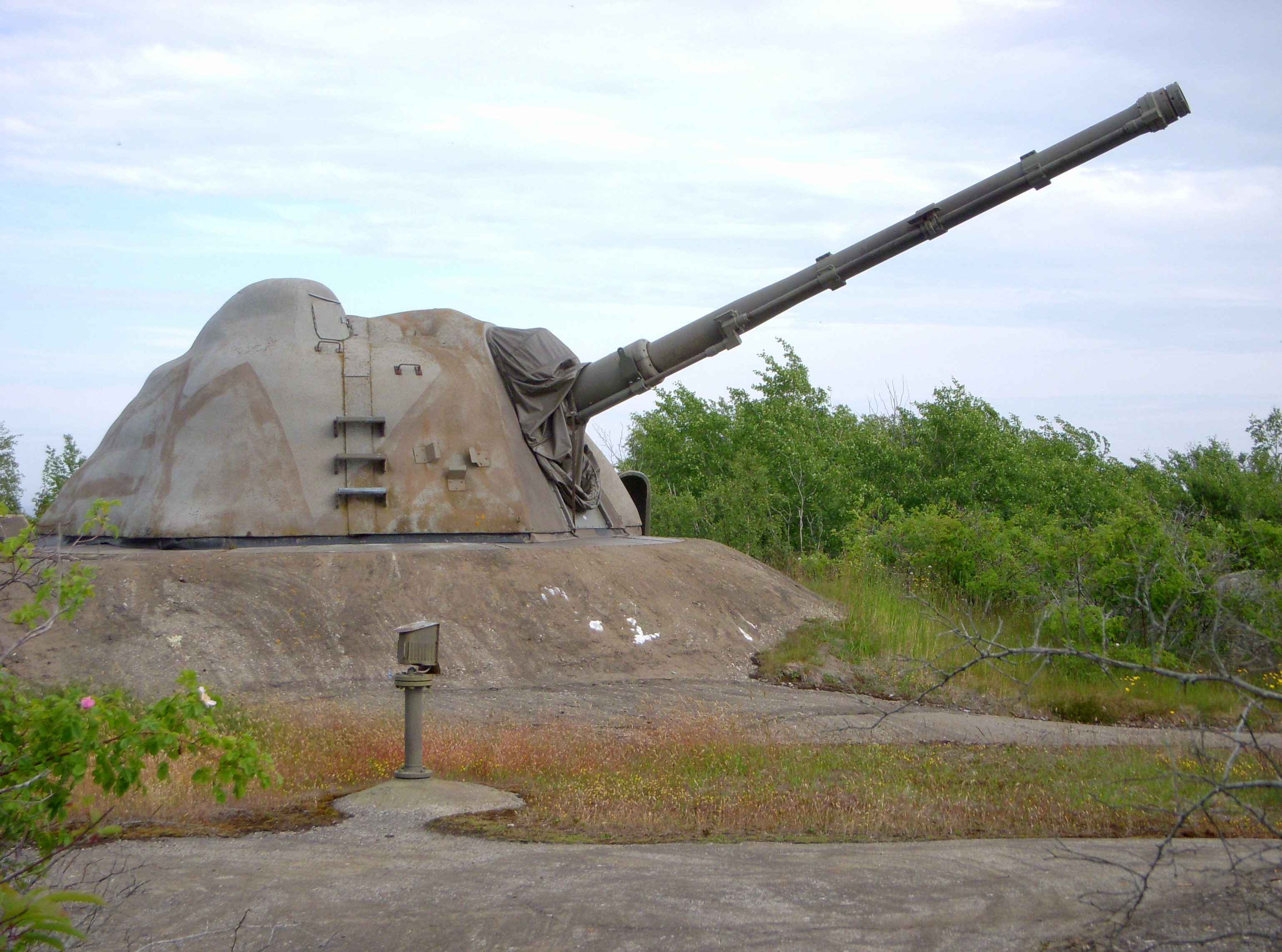
12 cm tornautomatpjäs m/70 "ERSTA" (pjäs nr 3).

ERSTA-batteriet på Landsort är ett artilleribatteri som står på ön Öja utanför Nynäshamn. Anläggningen skulle skydda Stockholm från ett sovjetiskt angrepp under kalla kriget och var i bruk från 1977 till 2000. Det fanns ytterligare fem liknande ERSTA-batterier längs Östersjöns kust. Sedan 2018 är batteriet ett statligt byggnadsminne.
År 2007 redovisade Statens fastighetsverk för regeringen en utredning om "bevarande och levandegöra" av 17 försvarsanläggningar runtom i Sverige. Bland dem fanns två artilleribatterier på Landsort, dels det äldre 15,2 cm-batteriet (pjäs nr 2) och dels den moderna ERSTA-anläggningen (pjäs nr 3). På Landsort bevarades bara pjäs nr 3. Det öppnades den 1 januari 2013 för allmänheten som ett museum, kallad Batteri Landsort.

## Bakgrund

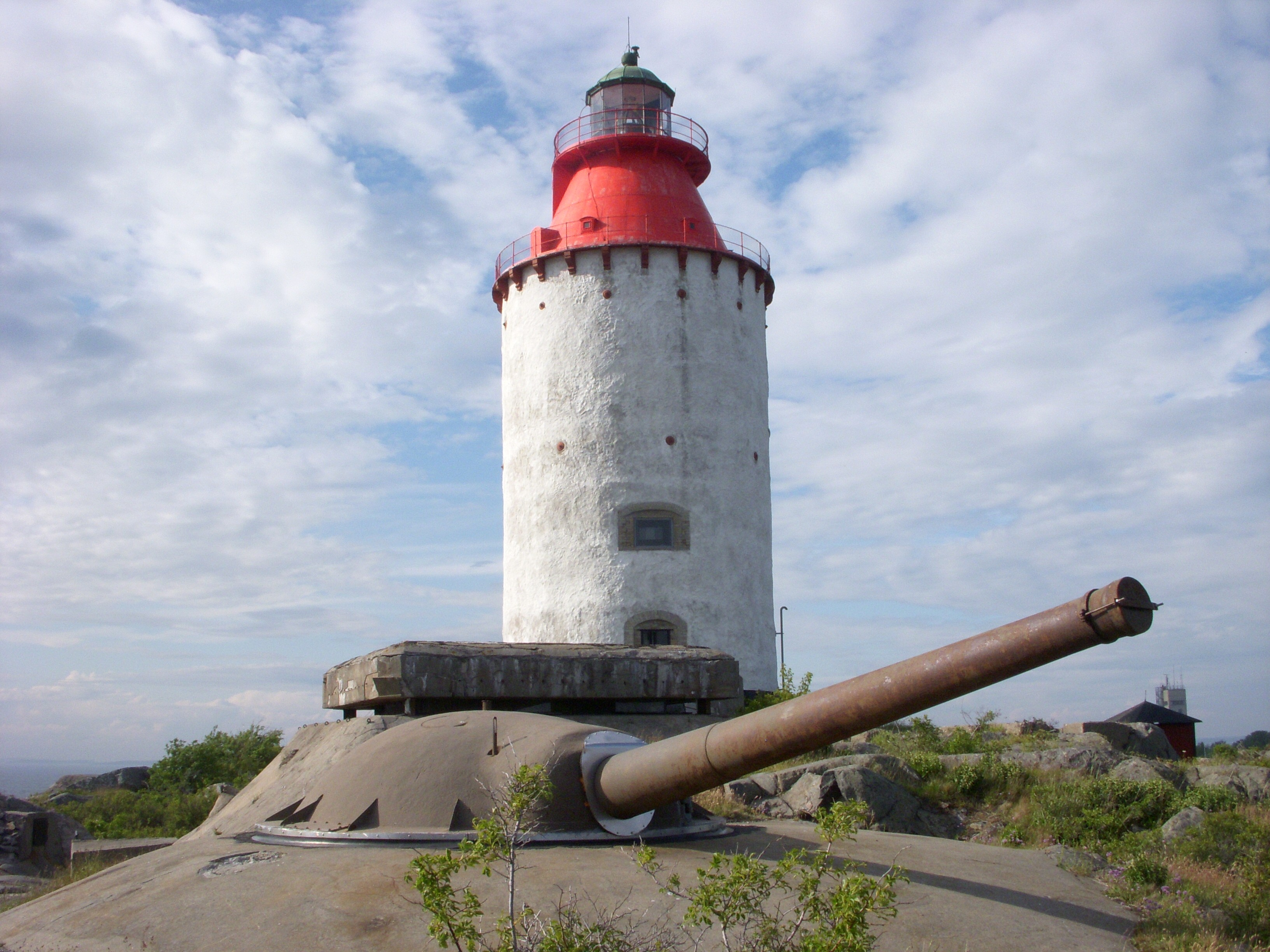
Landsorts fyr med det äldre 15,2 cm batteriet (pjäs nr 2), i bruk från 1938 till 1960-talet.

Kring 1936 började den så kallade Havsbandslinjen anläggas. Det var en kedja artilleribatterier ute till havs för att skydda Stockholm och östra Mellansverige. Ett batteri bestod av en kommandoplats och tre pjäser. 15,2 cm batteriet, Landsort med tre pjäsplatser var i bruk från 1938 till 1960-talet. De står längs kusten på södra delen av Öja intill Landsorts fyr. Batterierna överspelades av kärnvapenhotet och började avvecklas under 1960-talet för att ersättas av ERSTA-batterierna. 
ERSTA-batterierna (ERSättning Tungt Artilleri) var en under många år hemlig svensk försvarslinje. Linjen bestod av sex likadana anläggningar som uppfördes från 1973 till 1983 längs Sveriges Östersjökust. De fanns vid Söderarm, Slite, Ystad, Trelleborg, Holmögadd och Landsort och skulle skydda Sverige från ett sovjetiskt angrepp. 
ERSTA var när det byggdes ett av världens mest avancerade artillerisystem, och torde fortfarande vara svåröverträffat vad avser träffsäkerhet, skydd och uthållighet. Efter 2000 års försvarsbeslut demonterades samtliga Erstabatterierna utom anläggningen på Landsort (pjäs nr 3) som skall bevaras och tillgängliggöras för allmänheten. System ERSTA kan betraktas som slutpunkten på det fasta försvarets era.

## Landsortsbatteriet, pjäs nr 3 / ERSTA museum

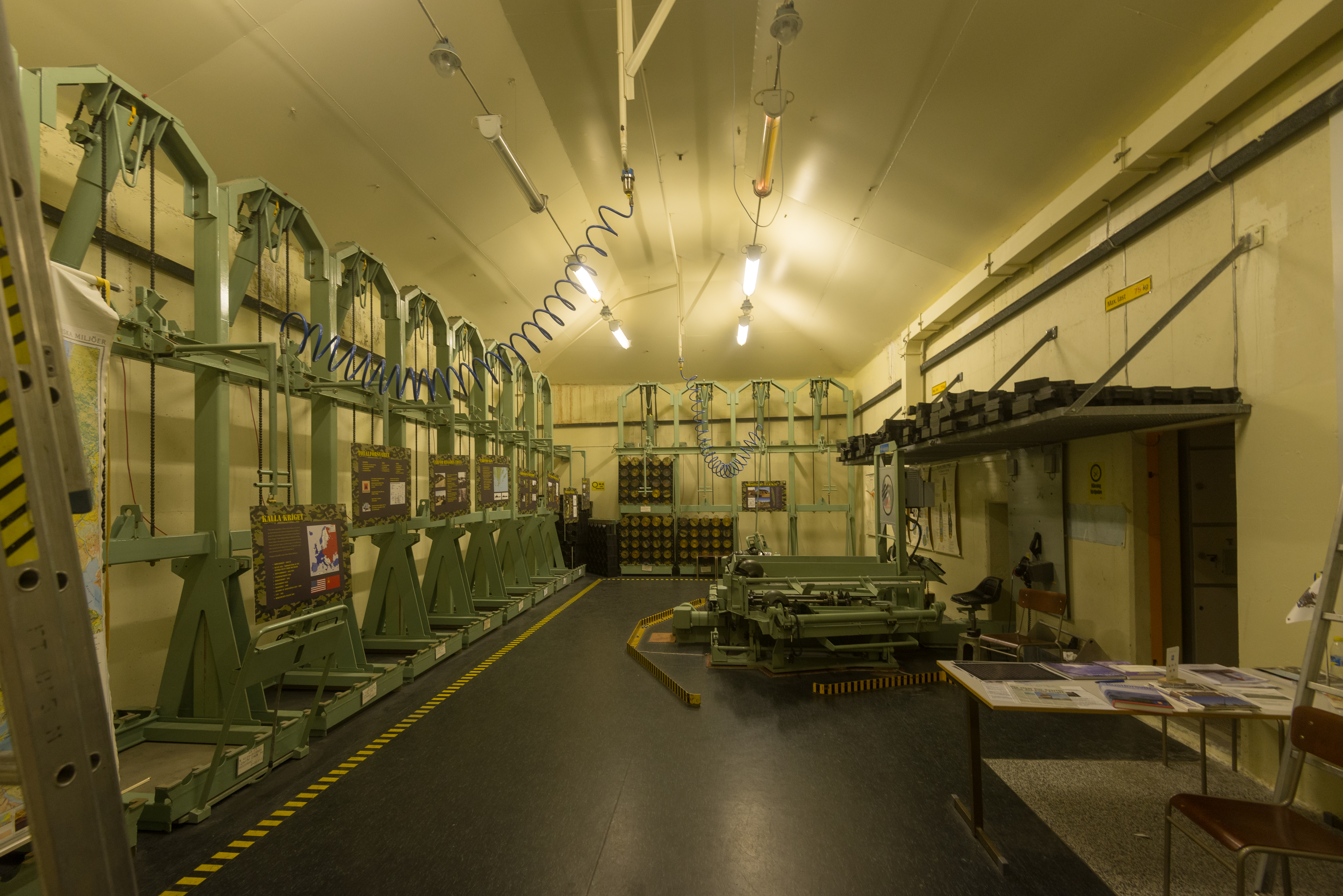
Ammunitionsdurken

Hjärtat i anläggningen är en gigantisk 150 ton tung Boforskanon av modell 12 cm tornautomatpjäs m/70 som står i ett 18 meter djupt schakt och som skyddas av en 16 ton tung pansarkupol där bara eldröret sticker upp. Kanonen var en specialbeställning och kunde skjuta iväg 22 kilo tunga projektiler, en per varannan sekund och mot mål så långt som kring 30 kilometer ut till havs. Den senaste uppdateringen gjordes 1990. I fredstid sänktes eldröret ner och placerades i en speciell vagga som täcktes med ett stenliknande kamouflagehölje, för att inte synas från luften.
I försvarsanläggningen finns, förutom kanonen, den stora ammunitionsdurken för uppåt 1000 granater samt en fyra våningars stålkonstruktion, nedsprängd i berget med alla erforderliga utrymmen för en besättning av 25 soldater som skulle bo och kriga under en månads tid, helt utan försörjning  utifrån. De kunde bekämpa krigsfartyg och bombflyg även under användning av ABC-vapen mot dem. Soldaternas logement står fortfarande bäddade. Den tekniska utrustningen är uteslutande av svenskt ursprung och har 1970-talsstandard men teknologin var världsledande och exporterades.
I juni 2010 övertog Statens fastighetsverk anläggningen och meningen är att Landsortsanläggningen ska göras offentlig som statligt byggnadsminne. Det skall stå som en berättelse om ”det svenska folkets försvarsansträngningar under kalla krigets kärnvapenhot”, enligt Riksantikvarieämbetet.

### Bilder

Exteriör
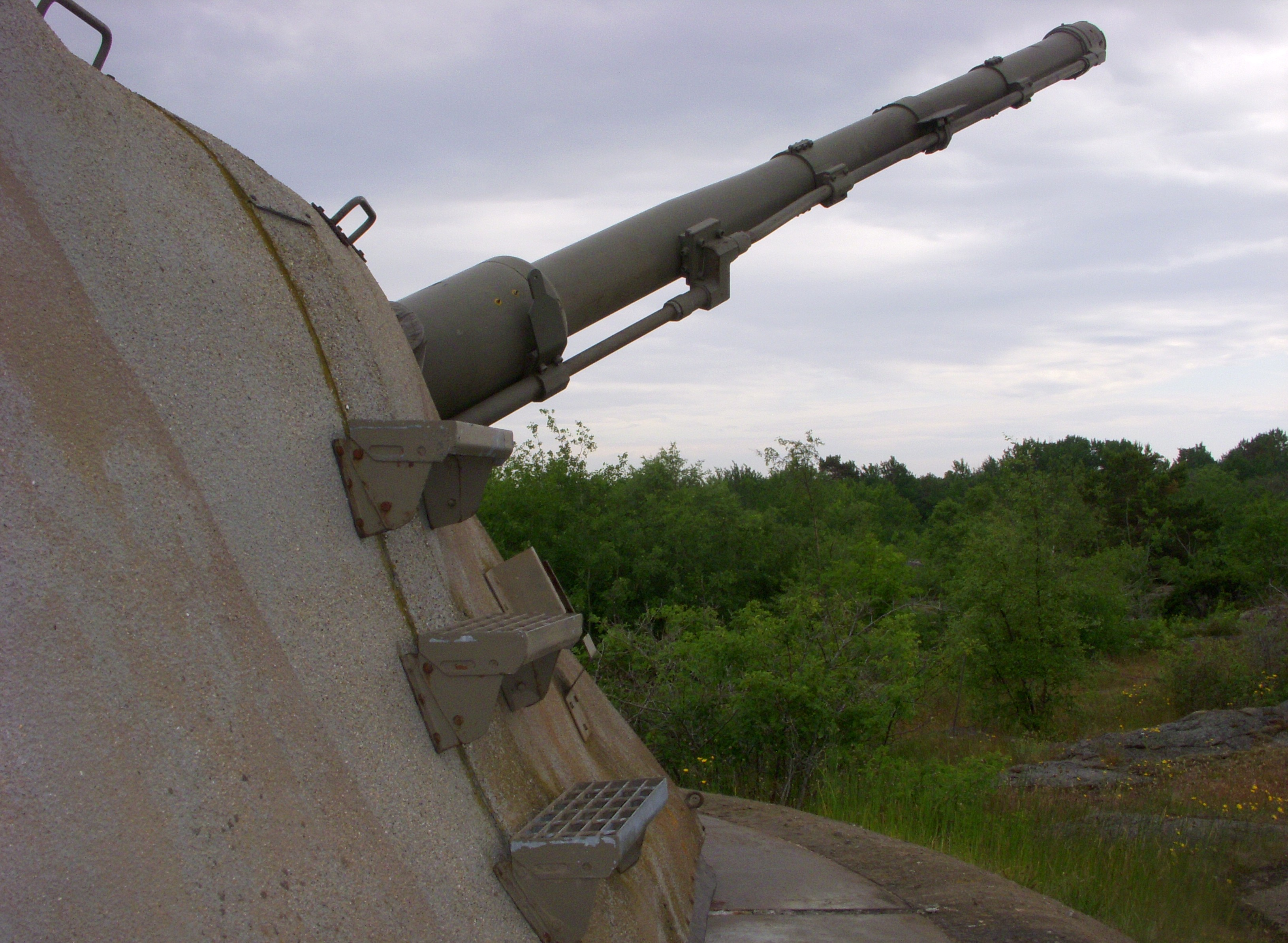
Eldröret
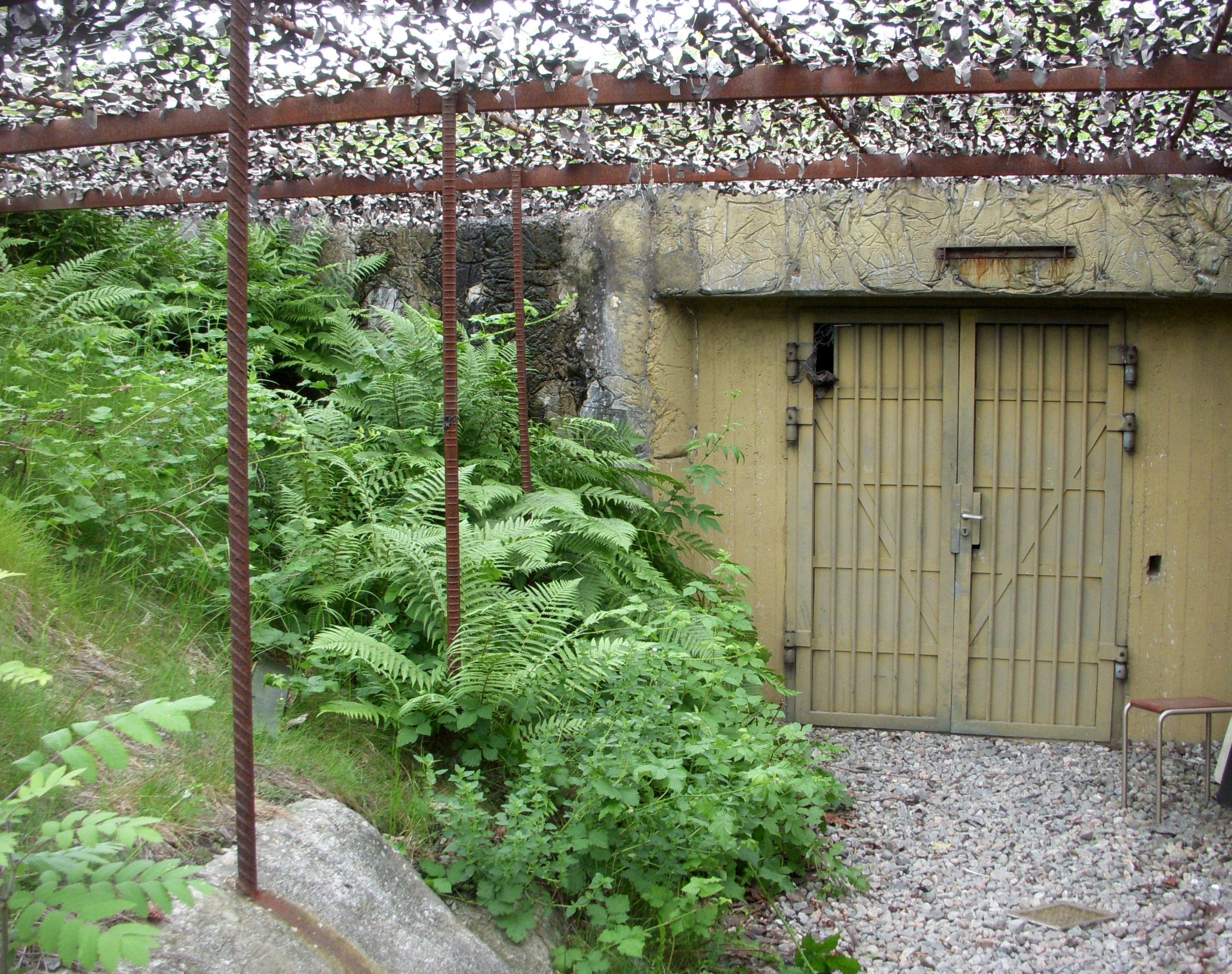
Ingången
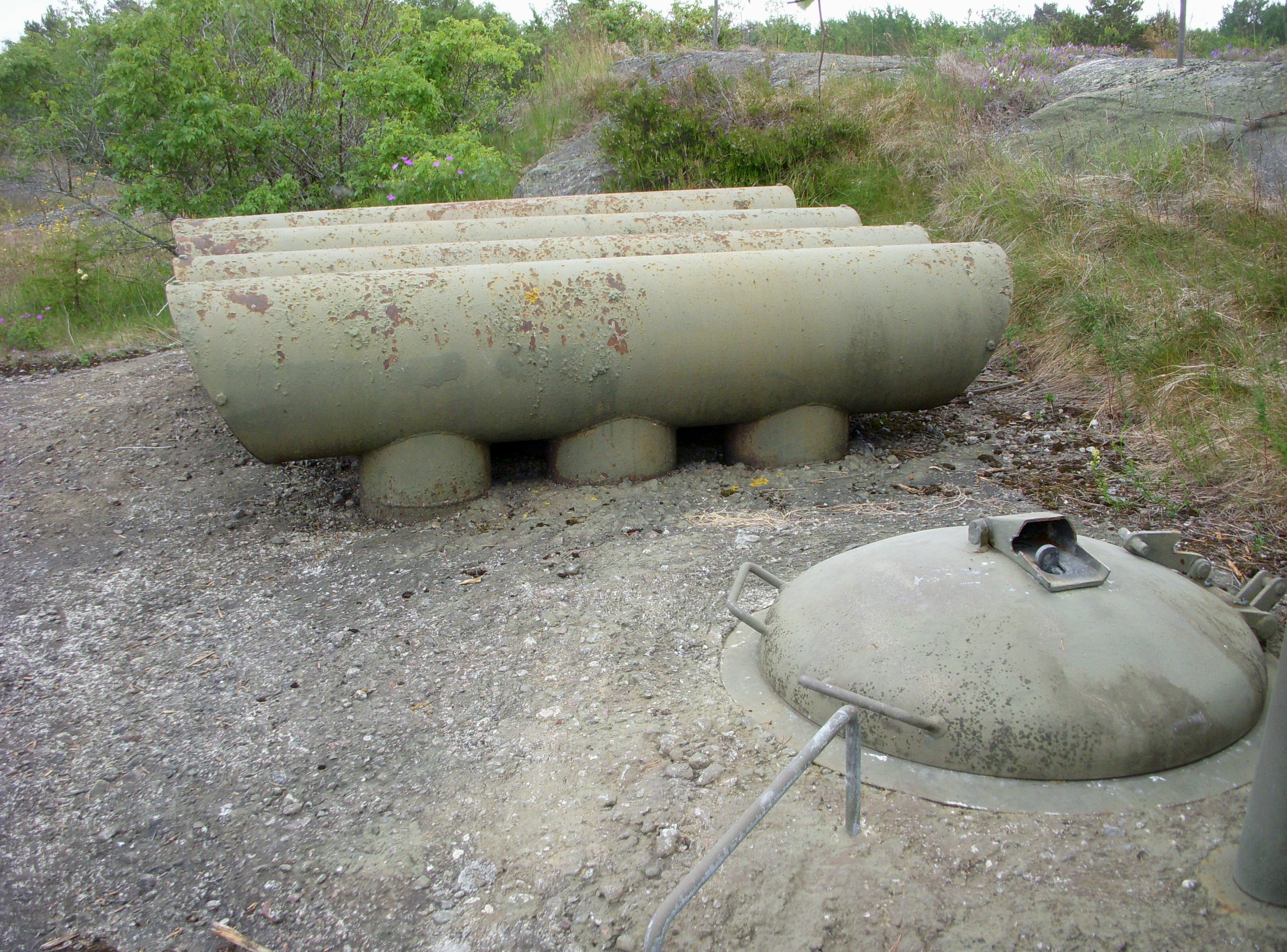
Ventilation
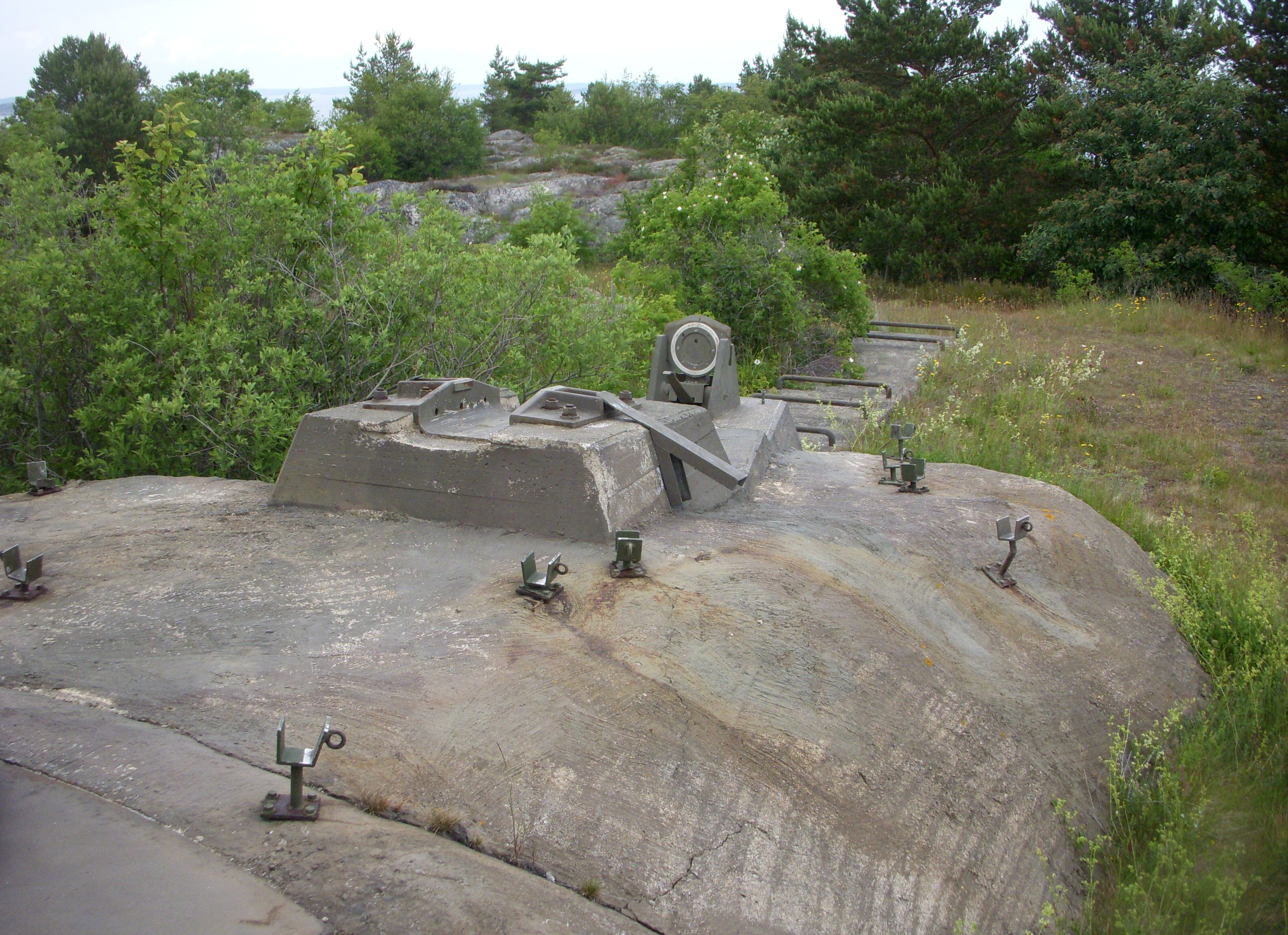
Vaggan för eldröret

Interiör
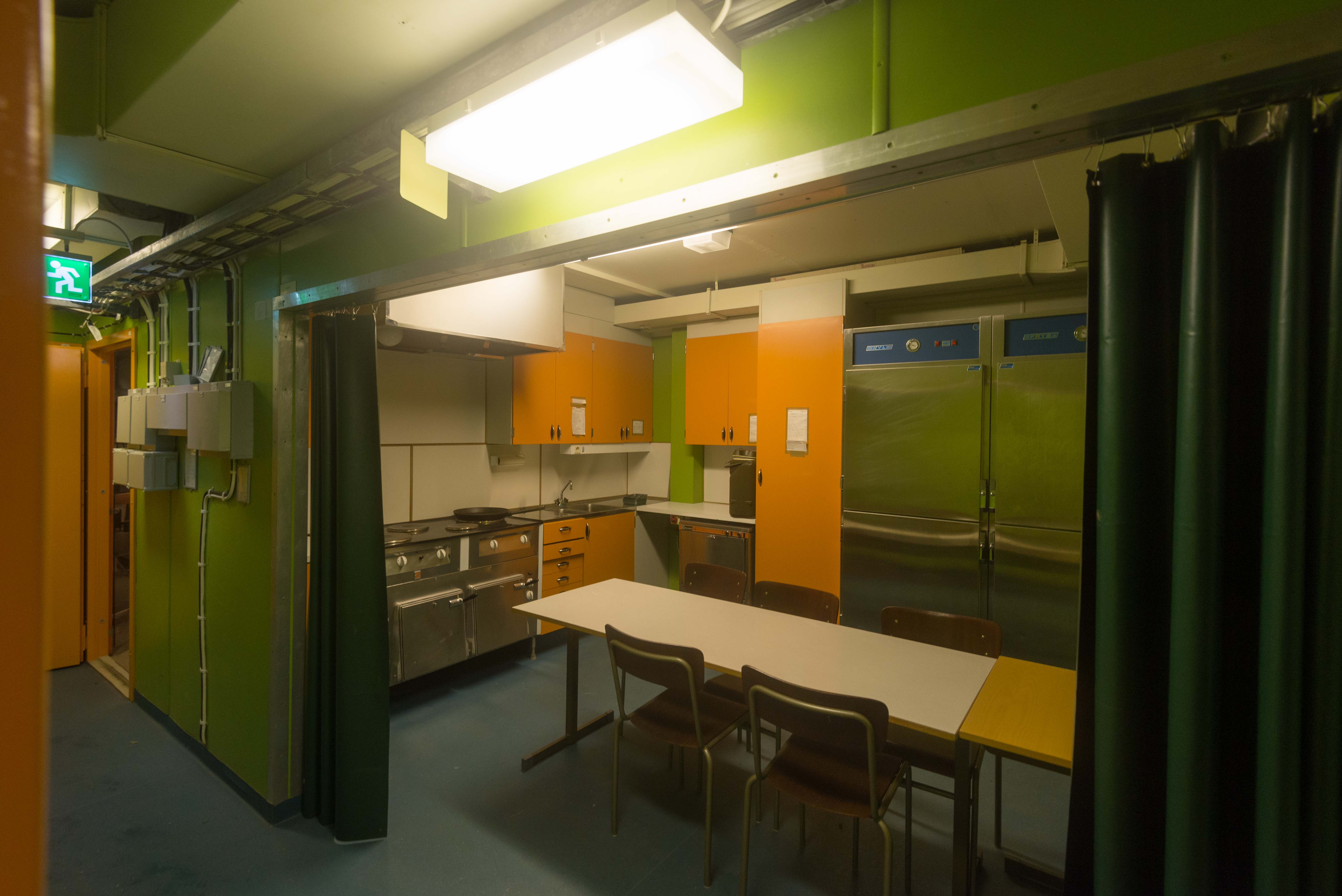
Kök och matsal.
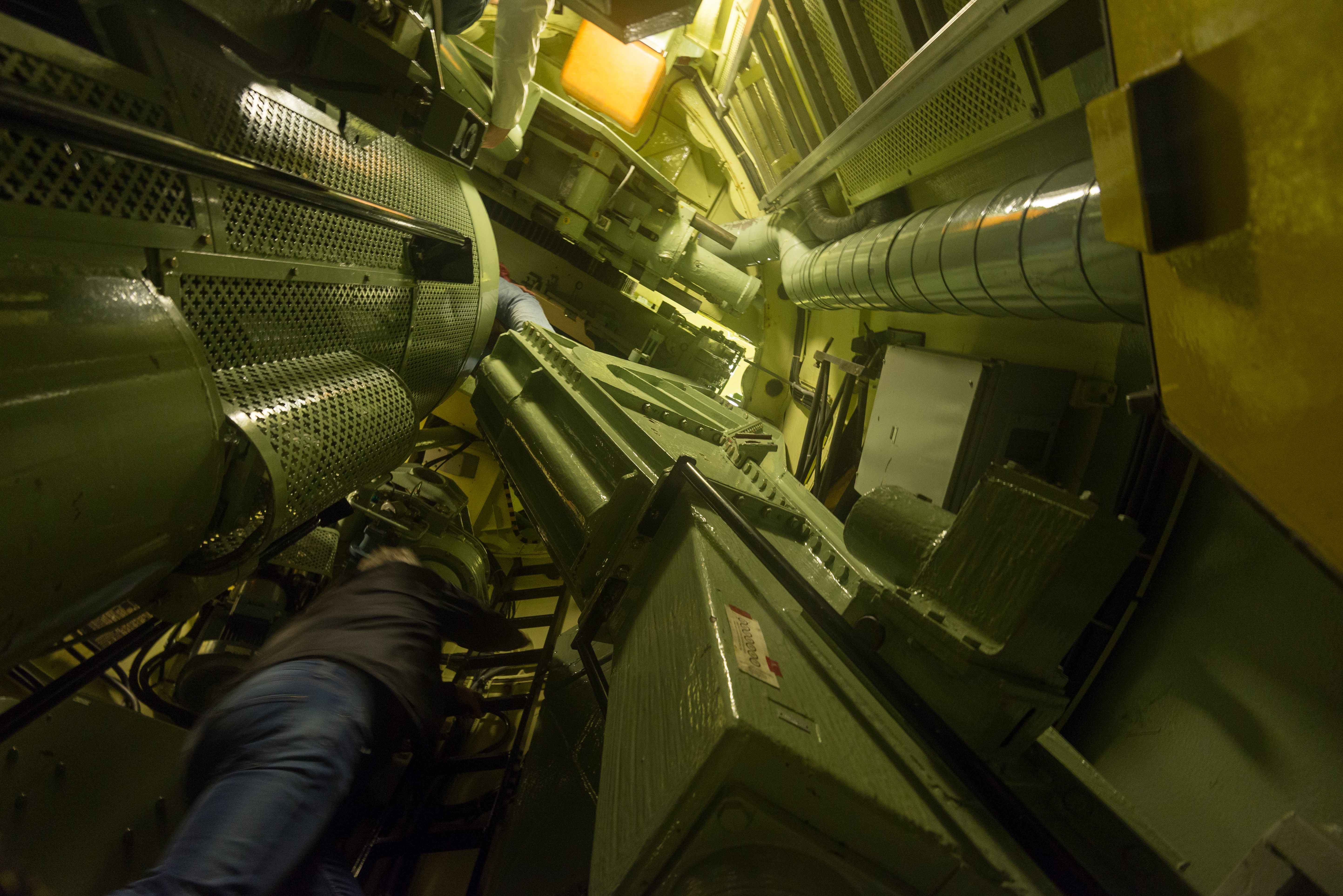
Kanontornet.
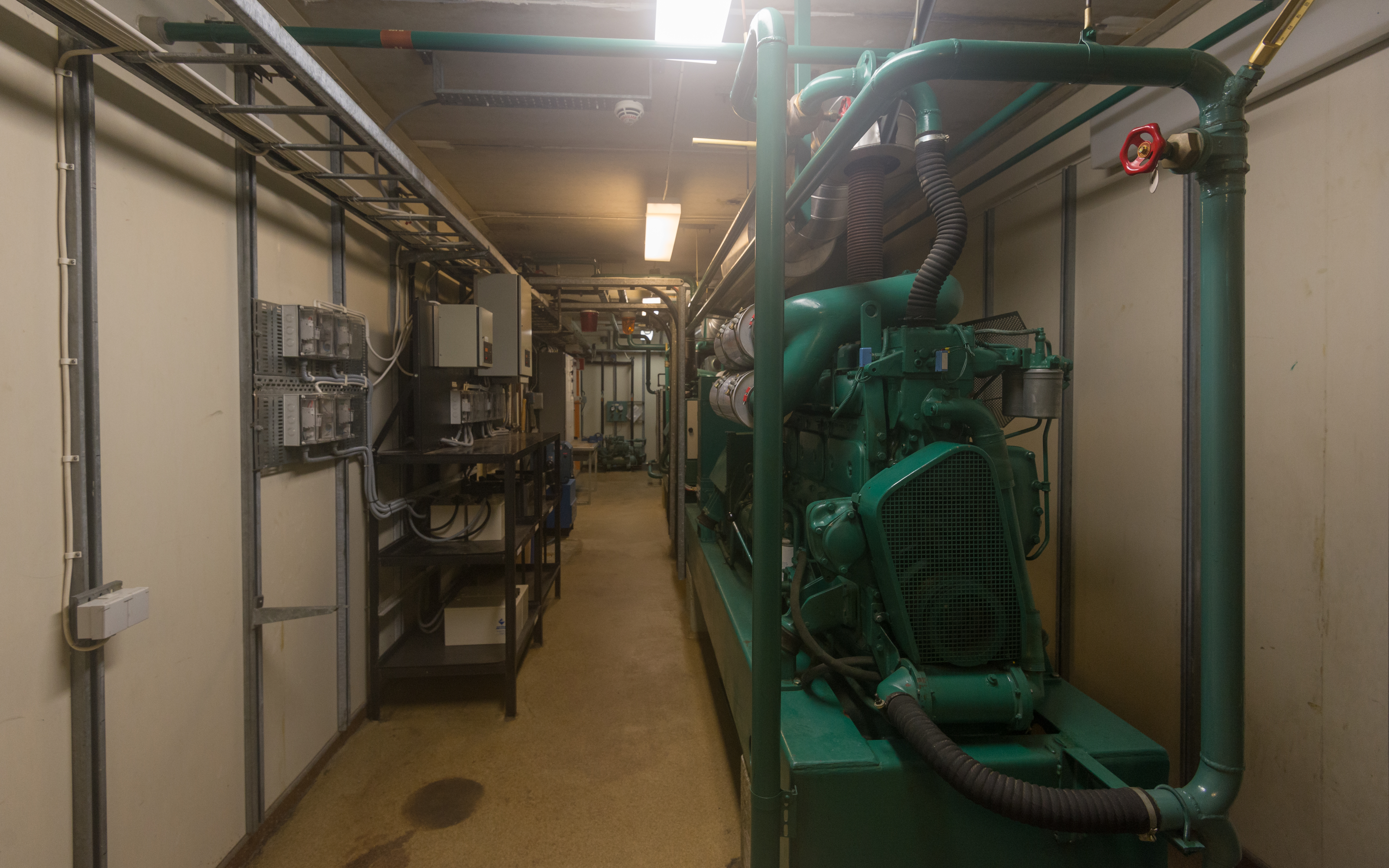
Dielsegeneratorer.
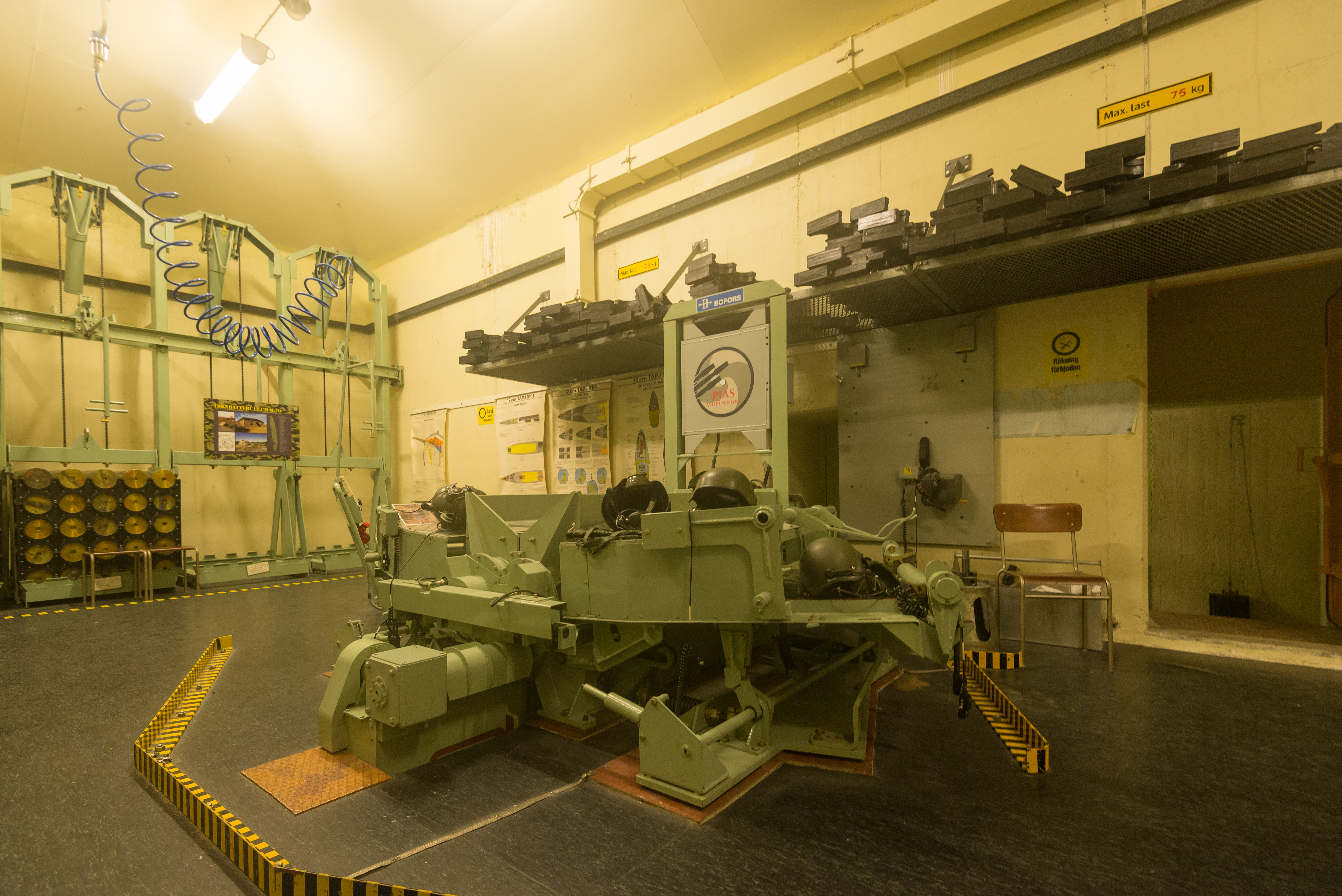
Matarbordet i ammunitionsdurken.